# والي بيرغر
والي بيرغر (بالإنجليزية: Wally Berger)‏ هو لاعب كرة قاعدة أمريكي، ولد في 10 أكتوبر 1905 في شيكاغو في الولايات المتحدة، وتوفي في 30 نوفمبر 1988 في ريدوندو بيتش في الولايات المتحدة.

## وصلات خارجية
- والي بيرغر على موقع دوري كرة القاعدة الرئيسي (الإنجليزية)
- والي بيرغر على موقعبيزبول رفرنس.كوم (الدوري الرئيسي) (الإنجليزية)
- والي بيرغر على موقعبيزبول رفرنس.كوم (الدوري الثانوي) (الإنجليزية)
- والي بيرغر على موقع إي إس بي إن.كوم (أم.أل.بي) (الإنجليزية)
- والي بيرغر على موقع مشجعي الرسوم البيانية (الإنجليزية)